# RS-868
La RS-868 est une route locale du Centre-Est de l'État du Rio Grande do Sul qui relie le centre de la municipalité de Taquari au Sanctuaire de Nossa Senhora da Assunção, sur la même commune. Elle est longue de 6,1 km.